# 山鹛属
山鹛属（学名：Rhopophilus）属于雀形目鸦雀科，包含山鹛和西域山鹛两个物种。